# MTV Australia Awards
MTV Austrália Awards (anteriormente conhecido como o MTV Video Music Awards da Austrália ou AVMA) começou em 2005 na Austrália e é a primeira premiação para artistas locais e internacionais.